# Ricardo Medina
Ricardo Medina (fl. XX secolo) è stato un calciatore uruguaiano, di ruolo centrocampista.

## Carriera
Con la propria Nazionale giocò 2 partite.